# Coppa Italia Dilettanti (Fase Eccellenza) 1997-1998
La fase Eccellenza della Coppa Italia Dilettanti 1997-1998 è un trofeo di calcio cui partecipano le squadre militanti nell'Eccellenza 1997-1998. Questa è la 17ª edizione, la settima con questo nome (fino al 1991 il massimo campionato regionale si chiamava "Promozione"). La vincitrice si qualifica per la finale della Coppa Italia Dilettanti 1997-1998 contro la vincitrice della fase C.N.D. ed ottiene la promozione nel Campionato Nazionale Dilettanti.

## Breve regolamento
Le compagini della Eccellenza 1997-1998 e della Promozione 1997-1998 (rispettivamente 1º e 2º livello regionale, ovvero 6º e 7º nazionale) competono nelle coppe regionali.
Le 19 vincitrici accedono alla fase nazionale ove vengono divise in tre triangolari e 5 sfide dirette. Le 8 squadre che passano il turno, accedono ai quarti di finale, semifinali e finale (tutti turni a gare di andata e ritorno).
La vincitrice della coppa ottiene la promozione. Nel caso che essa abbia già ottenuto la promozione attraverso il posto in campionato, il posto-promozione andrà alla migliore fra le altre semifinaliste che abbia diritto (le compagini che militano in Promozione o che vi siano retrocesse nella stagione in corso, non possono essere promosse nel C.N.D.). Nel caso che tutte le 4 semifinaliste siano o già state promosse, o militino in Promozione, il posto-promozione non viene assegnato.

## Squadre partecipanti
| Regione                | Squadra           | Città                  | Risultato           | Finalista             |
| ---------------------- | ----------------- | ---------------------- | ------------------- | --------------------- |
| Piemonte-Valle d'aosta | Lascaris          | Pianezza (TO)          | 1–1 e 1–0           | Novese                |
| Liguria                | Sestrese          | Genova                 | 1–0 e 1–1           | Bolzanetese           |
| Lombardia              | Stezzanese        | Stezzano (BG)          | 1–0                 | Castellana            |
| Trentino-Alto Adige    | Benacense 1905    | Riva del Garda (TN)    | 2–0                 | Salurn                |
| Veneto                 | Vittorio Veneto   | Vittorio Veneto (TV)   | ?                   | ?                     |
| Friuli-Venezia Giulia  | Sacilese          | Sacile (PN)            | 1–0                 | Pro Gorizia           |
| Emilia-Romagna         | Bagnolese         | Bagnolo in Piano (RE)  | ?                   | Riccione              |
| Toscana                | Larcianese        | Larciano (PT)          | 1–0 e 1–2 (gfc)     | Vaiano                |
| Umbria                 | Umbertide Tiberis | Umbertide (PG)         | 3–1 (dts)           | Campitello            |
| Marche                 | Civitanovese      | Civitanova Marche (MC) | ?                   | ?                     |
| Lazio                  | Aprilia           | Aprilia (LT)           | 1–0                 | Ferentino             |
| Abruzzo                | Lanciano          | Lanciano (CH)          | ?                   | Pro Vasto             |
| Molise                 | Isernia           | Isernia (IS)           | 4–0                 | Bojano                |
| Campania               | Sorrento          | Sorrento (NA)          | 0–0 (4-3 dtr)       | Viribus Unitis        |
| Puglia                 | Squinzano         | Squinzano (LE)         | ?                   | ?                     |
| Basilicata             | Pescopagano       | Pescopagano (PZ)       | 1–2 e 2–1 (4-3 dtr) | Sporting Villa d'Agri |
| Calabria               | Palmese           | Palmi (RC)             | 1–0                 | San Calogero          |
| Sicilia                | Siracusa          | Siracusa               | 1–0                 | Giarre                |
| Sardegna               | Villacidrese      | Villacidro (CA)        | 1–0                 | Esperia Orso          |

## Primo turno
La Lega Nazionale Dilettanti ha diviso le 19 compagini in 8 gironi : tre da 3 squadre (A, B e F) e cinque da 2 (C, D, E, G e H). Mentre i primi sono effettivamente dei gironi (a parità di punti la graduatoria viene stilata secondo la differenza reti, il maggior numero di reti segnate ed alla fine il sorteggio), negli ultimi, in caso di parità nel computo delle reti, si ricorre ai tempi supplementari ed ai tiri di rigore, quindi sono effettivamente delle sfide dirette.

### Triangolari
| Data       | Girone A              | ris.  |
| ---------- | --------------------- | ----- |
| 18.03.1998 | Sestrese – Lascaris   | 0 – 1 |
| 25.03.1998 | Stezzanese – Sestrese | 1 – 1 |
| 01.04.1998 | Lascaris – Stezzanese | 1 – 1 |

| Classifica | P.ti | G | V | N | P | GF | GS | DR |
| ---------- | ---- | - | - | - | - | -- | -- | -- |
| Lascaris   | 4    | 2 | 1 | 1 | 0 | 2  | 1  | +1 |
| Stezzanese | 2    | 2 | 0 | 2 | 0 | 2  | 2  | 0  |
| Sestrese   | 1    | 2 | 0 | 1 | 1 | 1  | 2  | –1 |

| Data       | Girone B                    | ris.  |
| ---------- | --------------------------- | ----- |
| 18.03.1998 | Benacense – Sacilese        | 1 – 0 |
| 25.03.1998 | Sacilese – Vittorio Veneto  | 0 – 1 |
| 01.04.1998 | Vittorio Veneto – Benacense | 2 – 1 |

| Classifica      | P.ti | G | V | N | P | GF | GS | DR |
| --------------- | ---- | - | - | - | - | -- | -- | -- |
| Vittorio Veneto | 6    | 2 | 2 | 0 | 0 | 3  | 1  | +2 |
| Benacense 1905  | 3    | 2 | 1 | 0 | 1 | 2  | 2  | 0  |
| Sacilese        | 0    | 2 | 0 | 0 | 2 | 0  | 2  | –2 |

| Data       | Girone F            | ris.  |
| ---------- | ------------------- | ----- |
| 18.03.1998 | Isernia – Lanciano  | 0 – 2 |
| 25.03.1998 | Sorrento – Isernia  | 2 – 0 |
| 01.04.1998 | Lanciano – Sorrento | 2 – 0 |

| Classifica | P.ti | G | V | N | P | GF | GS | DR |
| ---------- | ---- | - | - | - | - | -- | -- | -- |
| Lanciano   | 6    | 2 | 2 | 0 | 0 | 4  | 0  | +4 |
| Sorrento   | 3    | 2 | 1 | 0 | 1 | 2  | 2  | 0  |
| Isernia    | 0    | 2 | 0 | 0 | 2 | 0  | 4  | –4 |

### Sfide dirette
| Squadra 1    | Totale      | Squadra 2         | Andata     | Ritorno    |
| ------------ | ----------- | ----------------- | ---------- | ---------- |
|              |             |                   | 18.03.1998 | 01.04.1998 |
| Bagnolese    | 1 – 1 (gfc) | Larcianese        | 1 – 1      | 0 – 0      |
| Civitanovese | 4 – 2       | Umbertide Tiberis | 1 – 1      | 3 – 1      |
| Villacidrese | 0 – 1       | Aprilia           | 0 – 1      | 0 – 0      |
| Pescopagano  | 2 – 4       | Squinzano         | 1 – 0      | 1 – 4      |
| Siracusa     | 0 – 2       | Palmese           | 0 – 0      | 0 – 2      |

## Quarti di finale
| Squadra 1       | Totale          | Squadra 2    | Andata     | Ritorno    |
| --------------- | --------------- | ------------ | ---------- | ---------- |
|                 |                 |              | 15.04.1998 | 22.04.1998 |
| Lascaris        | 1 – 1 (2-4 dtr) | Larcianese   | 1 – 0      | 0 – 1      |
| Vittorio Veneto | 2 – 2 (2-4 dtr) | Civitanovese | 1 – 1      | 1 – 1      |
| Lanciano        | 2 – 1           | Aprilia      | 1 – 0      | 1 – 1      |
| Squinzano       | 5 – 0           | Palmese      | 4 – 0      | 1 – 0      |

## Semifinali
| Squadra 1  | Totale | Squadra 2    | Andata     | Ritorno    |
| ---------- | ------ | ------------ | ---------- | ---------- |
|            |        |              | 29.04.1998 | 06.05.1998 |
| Larcianese | 5 – 2  | Civitanovese | 4 – 0      | 1 – 2      |
| Lanciano   | 2 – 3  | Squinzano    | 2 – 1      | 0 – 2      |

## Finale
| Squadra 1 | Totale          | Squadra 2  | Andata     | Ritorno    |
| --------- | --------------- | ---------- | ---------- | ---------- |
|           |                 |            | 17.05.1998 | 24.05.1998 |
| Squinzano | 1 – 1 (1-4 dtr) | Larcianese | 1 – 0      | 0 – 1      |

| Squinzano 17 maggio 1998 Finale - andata | Squinzano | 1 – 0 | Larcianese | Stadio Comunale |

| Arbitro: | Pedraneschi (Terni) |

| |                      | |
| Lischi 64’ (rig.)                                                                                                 | Marcatori            | |
| | Tiri di rigore 4 – 1 | |
| Gelli (Pucci) Bargellini Simoni Rossi Sarritzu (Gori) Marini Lischi Bartolomei Giannetti (Nistri) Scarpato Caponi | Formazioni           | Morciano Gianfreda Taurino Scorrano Brivio Giraci Valente (Guadatiello) Tuttisanti Rizzo (Romano) Patruno De Iaco |
| Melani | Allenatori           | Vantaggiato |

## Promozione nel C.N.D.
Viene promossa la Larcianese (5ª nel girone A della Toscana) come vincitrice della coppa.